# Pizzo di Rodes
Il Pizzo di Rodes (2.829 m s.l.m.) è una montagna delle Alpi Orobie nelle Alpi e Prealpi Bergamasche.

## Descrizione
È una cima quasi estrema del grande contrafforte che si dirama dalla linea orografica principale in corrispondenza dell'anticima del Pizzo Porola.
Domina le val d'Arigna, la val di Caronno e del Serio valtellinese: dalla sua vetta si ha un amplissimo giro d'orizzonte su tutte le Alpi Retiche occidentali, sulle Alpi Orobie e sulle lontane montagne dell'Appennino, del Gran Paradiso, del Canton Vallese, dell'Oberland Bernese, dell'Adamello e delle Dolomiti. È facilmente accessibile da tutti i suoi lati.
Nella discesa dalla vetta si ha una vista sui laghi di Santo Stefano e sulla val d'Arigna.

## Collegamenti esterni

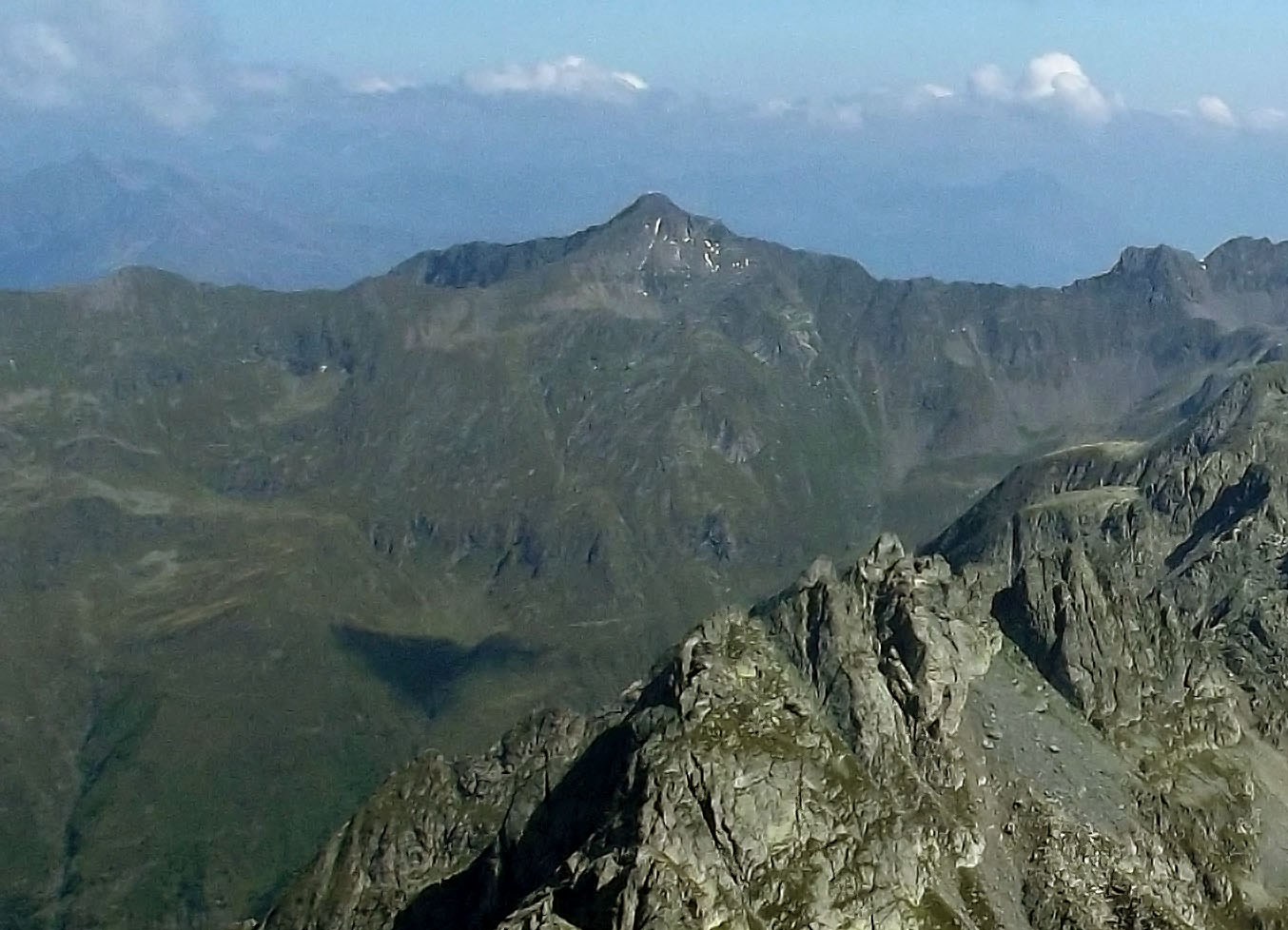
Il Pizzo Rodes visto in lontananza dal Pizzo del Diavolo di Tenda